# بيرانجوق
بيرانجوق هي قرية في مقاطعة أرومية، إيران. يقدر عدد سكانها بـ 514 نسمة بحسب إحصاء 2016.